# Уэуэтенанго (город)
Уэуэтенанго (исп. Huehuetenango) — город и муниципалитет в Гватемале, административный центр департамента Уэуэтенанго. Расположен в 269 км к северо-западу от столицы страны, города Гватемала, на Панамериканском шоссе. Население муниципалитета по данным на 2011 год составляет 108 461 человек; по данным переписи 2002 года оно насчитывало 81 294 человека. Площадь муниципалитета — 204 км².
Недалеко от Уэуэтенанго находятся руины майяского города Сакулеу, привлекающие сюда туристов. Имеется небольшой музей, в котором находятся предметы, связанные с Сакулеу. Основной статьёй дохода является экспорт кофе. В настоящее время небольшой аэропорт находится в стадии строительства.
В Уэуэтенанго родился бывший президент Гватемалы Эфраин Риос Мотт.